# Sant Paul jos Cornilhon
Saint-Paul-en-Cornillon és un municipi francès situat al departament del Loira i a la regió d'Alvèrnia-Roine-Alps. L'any 2014 tenia 1.352 habitants.

## Demografia

### Població
El 2007 la població de fet de Saint-Paul-en-Cornillon era de 1.288 persones. Hi havia 460 famílies de les quals 98 eren unipersonals (39 homes vivint sols i 59 dones vivint soles), 152 parelles sense fills, 183 parelles amb fills i 27 famílies monoparentals amb fills.
La població ha evolucionat segons el següent gràfic:
Habitants censats

### Habitatges
El 2007 hi havia 570 habitatges, 475 eren l'habitatge principal de la família, 53 eren segones residències i 42 estaven desocupats. 460 eren cases i 109 eren apartaments. Dels 475 habitatges principals, 365 estaven ocupats pels seus propietaris, 105 estaven llogats i ocupats pels llogaters i 5 estaven cedits a títol gratuït; 30 tenien dues cambres, 91 en tenien tres, 113 en tenien quatre i 241 en tenien cinc o més. 373 habitatges disposaven pel capbaix d'una plaça de pàrquing. A 149 habitatges hi havia un automòbil i a 301 n'hi havia dos o més.

### Piràmide de població
La piràmide de població per edats i sexe el 2009 era:
| Homes | Edats   | Dones |
| ----- | ------- | ----- |
| 0     | 95 o +  | 16    |
| 4     | 90 a 94 | 16    |
| 12    | 85 a 89 | 12    |
| 4     | 80 a 84 | 16    |
| 16    | 75 a 79 | 20    |
| 24    | 70 a 74 | 12    |
| 16    | 65 a 69 | 12    |
| 8     | 60 a 64 | 20    |
| 44    | 55 a 59 | 28    |
| 60    | 50 a 54 | 68    |
| 48    | 45 a 49 | 40    |
| 52    | 40 a 44 | 44    |
| 48    | 35 a 39 | 84    |
| 52    | 30 a 34 | 56    |
| 32    | 25 a 29 | 28    |
| 24    | 20 a 24 | 24    |
| 32    | 15 a 19 | 72    |
| 52    | 10 a 14 | 92    |
| 60    | 5 a 9   | 40    |
| 52    | 0 a 4   | 40    |

## Economia
El 2007 la població en edat de treballar era de 864 persones, 638 eren actives i 226 eren inactives. De les 638 persones actives 598 estaven ocupades (318 homes i 280 dones) i 40 estaven aturades (16 homes i 24 dones). De les 226 persones inactives 73 estaven jubilades, 83 estaven estudiant i 70 estaven classificades com a «altres inactius».

### Ingressos
El 2009 a Saint-Paul-en-Cornillon hi havia 508 unitats fiscals que integraven 1.306 persones, la mediana anual d'ingressos fiscals per persona era de 22.121 €.

### Activitats econòmiques
Dels 41 establiments que hi havia el 2007, 2 eren d'empreses de fabricació d'altres productes industrials, 4 d'empreses de construcció, 7 d'empreses de comerç i reparació d'automòbils, 1 d'una empresa de transport, 6 d'empreses d'hostatgeria i restauració, 5 d'empreses financeres, 6 d'empreses immobiliàries, 8 d'empreses de serveis, 1 d'una entitat de l'administració pública i 1 d'una empresa classificada com a «altres activitats de serveis».
Dels 8 establiments de servei als particulars que hi havia el 2009, 1 era un taller de reparació d'automòbils i de material agrícola, 1 lampisteria, 2 electricistes, 3 restaurants i 1 agència immobiliària.
L'any 2000 a Saint-Paul-en-Cornillon hi havia 3 explotacions agrícoles.

## Equipaments sanitaris i escolars
El 2009 hi havia una escola elemental.

## Poblacions més properes
El següent diagrama mostra les poblacions més properes.